# Mattel
Mattel Inc. és una empresa estatunidenca del sector de les joguines. És líder del mercat gràcies a la nina Barbie i tots els seus accessoris, que representen un 80% dels beneficis de la companyia. És una de les empreses de joguines més grans del món.
La seu és a Califòrnia, on va ser fundada l'any 1945. El nom ve de l'acrònim dels seus fundadors, Harold "Matt" Matson i Elliot Handler (Matt-El).
El 2007 es veu immersa en una polèmica sobre la qualitat dels productes fabricats a la Xina, que força fins i tot a canviar les polítiques de control d'aquest país. Ha absorbit diverses empreses de joguines, com a la Ideal Toy Company.

## Alguns productes Mattel d'èxit
- Els jocs Fisher Price (que lideren el segment de la primera infància)[2]
- Els cotxes Hot Wheels
- La bola màgica 8 (joc sortit de la bola negra del billar per predir el futur)
- El joc de tauler Othello (versió mínimament retocada i provinent del Japó de l'anterior Reversi)
- El joc de tauler Scrabble[3]
- El joc de cartes Uno
- Videojocs com Q-bert o la consola Intellivision (1980)
- Tot el marxandatge de Barri Sèsam i els Looney Tunes

### Ninos i figures d'acció
- Barbie, que el 2019 va celebrar els seus 60 anys i que el 2022 també va sortir en versió transexual.[4] El 2009, ja se n'havien venut cinc-cents milions arreu al món.[5]
- Ninos basats en les pel·lícules de Walt Disney, com Aladdin o la Bella i la Bèstia
- Figures d'Els Simpson
- Figures dels Masters of the Universe
- Monster High
- Polly Pocket